# Mariene ecoregio Zuid-Australische Golven
De Mariene ecoregio Zuid-Australische Golven (207) (Engels: South Australian Gulfs) is een biogeografische regio en ligt in het zuidoosten van de Indische Oceaan in de Mariene provincie Zuidwestelijk Australische Plat (57) in het Marien rijk Gematigd Australazië. De mariene ecoregio is vastgesteld door het World Wide Fund for Nature en The Nature Conservancy en is vernoemd naar de Spencergolf en Gulf St Vincent.
In het zuidoosten grenst het gebied aan de mariene ecoregio Westelijk Straat Bass (206) en in het noordwesten aan de mariene ecoregio Grote Australische Bocht (208).

## Geografie
De mariene ecoregio ligt in het zuidoosten van de Indische Oceaan voor de zuidkust van Australië in de Grote Australische Bocht. Het gebied strekt zich uit van de kaap bij Smoky Bay (ten westen van het Eyre-schiereiland) tot aan Cape Jervis en omvat onder andere de wateren rond het Eyre-schiereiland, de Spencergolf, de Gulf St Vincent en het Kangaroo Island.
Door het gebied stroomt de Zuid-Australiëstroom.

## Biogeografie
Het gebied kent zeeleven dat houdt van gematigde temperaturen.